# Albert Pfeifer
Albert Pfeifer (ur. 15 grudnia 1919 – zm. 11 sierpnia 1943) – austriacki i niemiecki narciarz alpejski. Jego największym osiągnięciem był złoty medal w slalomie wywalczony podczas mistrzostw świata w 1941. W 1946 r. Międzynarodowa Federacja Narciarska uznała jednak mistrzostwa z 1941 za niebyłe.
Jego brat Friedl Pfeiffer również był narciarzem alpejskim.